# ロラン＝マニュエル
ロラン＝マニュエル（Roland-Manuel, 1891年3月22日 - 1966年11月1日）はフランスの作曲家・音楽学者・音楽評論家。本名はロラン・アレクシ・マニュエル・レヴィ（Roland Alexis Manuel Lévy）といい、ロラン＝マニュエルは通称である。ベルギー人とユダヤ人の血を引き、ラヴェルの評伝や音楽史に関する著書で知られる。

## 経歴
1891年にパリで生まれた。家族はベルギー出身だった。少年時代をフロリダとリエージュで過ごしたが、1905年に父が没するとパリに戻った。リエージュ時代にヴァイオリンと音楽を学びはじめ、パリのスコラ・カントルムで対位法をアルベール・ルーセルに学んだが、後にエリック・サティの勧めでモーリス・ラヴェルに入門し、ラヴェルの音楽の熱心な支持者になった。ラヴェルについてはその生前から多くの論文を発表し、1938年にはラヴェルに関する最初の伝記(À la gloire de ... Ravel)を出版している。ほかにサティ、オネゲル、ファリャに関する著書がある。
1913年に最初の作品である歌曲集『薔薇の微笑のファリザード』が出版されたが、時をほぼ同じくして兵役につき、第一次世界大戦に従軍した。
1927年の合作バレエ『ジャンヌの扇』にはラヴェルやルーセル、フランス6人組などの面々にまじってロラン＝マニュエルも参加している。
作曲家としては主にオペラ・コミックと映画音楽、なかでもジャン・グレミヨン監督作品のための曲を残した。
ロラン＝マニュエルは、ピョートル・スフチンスキーとともにストラヴィンスキー『音楽の詩学』の元になった講義の執筆協力者とされる。
第二次世界大戦でパリが陥落すると、ロジェ・デゾルミエールやルイ・デュレらとともにレジスタンスの音楽団体である国民戦線 (fr:Front national des musiciens) に参加した。
1947年に国際現代音楽協会(ISCM)のフランス副代表、およびパリ音楽院の音楽美学の教授となった。1949年にはUNESCO音楽評議会にかかわるようになった。
1944年のパリ解放以来没する1966年まで22年間にわたって日曜日のラジオ番組『音楽のたのしみ』(Plaisir de la musique)でクラシック音楽を紹介し続けた。番組は若いピアニストのナディア・タグリーヌ (Nadia Tagrine) を相手役とする対話で構成され、ときにゲストを呼んで進行する。1947年にスイユ出版社から番組名と同じ4冊の書物が出版された。内容は巻1が「音楽の要素」、巻2が「ベートーヴェンまで」、巻3が「ベートーヴェンから今日まで」、巻4が「オペラ」となっている（吉田秀和による日本語訳が白水社から出版）。
1960-1963年にはガリマール出版社のプレイヤード百科事典の「音楽の歴史」（Histoire de la musique, 2巻）の主編をつとめている。
1966年にパリで没した。子に著作家でラジオパーソナリティのクロード・ロラン＝マニュエル(1922-2005)がある。

## 作品
より詳細な一覧は以下を参照：Manuel Cornejo (2019), “Colloque Roland-Manuel (novembre 2016) | Repères sur Roland-Manuel”, La Revue du conservatoire (パリ国立高等音楽・舞踊学校) 7
- オペラ
  - 2幕のオペラ・ブッファ《イザベルとパンタロン Isabelle et Pantalon 》 (1922年)
  - オペラ・ブッファ《恋に落ちた悪魔 Le Diable amoureux 》 (1929年)
- バレエ音楽 (3)
  - Le tournoi singulier (1924年)
  - 少女たちのスクリーン　L'écran des jeunes filles (1928年)
  - Elvire (1936年)
- 合唱曲・オラトリオ
  - ジャンヌ・ダルク Jeanne d'Arc (1937年)
  - 恵み Bénédictions (1938年)
  - 叡智の賛歌 Le cantique de la sagesse (1943-53年) - 聖書の箴言にもとづく
- 管弦楽曲
  - 交響詩『副王のハーレム』 Le harem du vice-roi (1919年)
  - Tempo di ballo (1923年)
  - 組曲『ペーニャ・デ・フランシア』 Peña de Francia (1938年)
- ピアノ協奏曲 (2)
  - ピアノ協奏曲ニ長調 (1938年)
- 室内楽
  - ピアノ三重奏曲 (1917年)
  - 弦楽三重奏曲 (1922年)
  - スペイン風組曲 (1933年)
- 芸術歌曲
  - 薔薇の微笑のファリザード Farizade au sourire de rose (1913年)
  - 2つのロンデル (1918年)
  - 3つのロマンス (1922年)
  - デリー、至高の徳の対象 Délie, objet de plus haute vertu (1923年) - モーリス・セーヴ『デリー』による
- 映画音楽
  - 父帰らず（英語版） (1931)  ジャン・グレミヨン監督
  - 夢  (fr:Le Rêve (film, 1931))  (1931) ジャック・ド・バロンセリ（英語版）監督
  - 出発  (fr:Partir  (film, 1931))  (1931) モーリス・トゥールヌール（英語版）監督
  - 地の果てを行く (1935) ジュリアン・デュヴィヴィエ監督
  - 不思議なヴィクトル氏（英語版） (1938) ジャン・グレミヨン監督
  - 曳き船（英語版） (1941) ジャン・グレミヨン監督
  - 家の中の見知らぬもの（英語版） (1942) アンリ・ドコワン監督
  - 高原の情熱（英語版） (1943) ジャン・グレミヨン監督
  - この空は君のもの (1943) ジャン・グレミヨン監督